# 全豪オープン

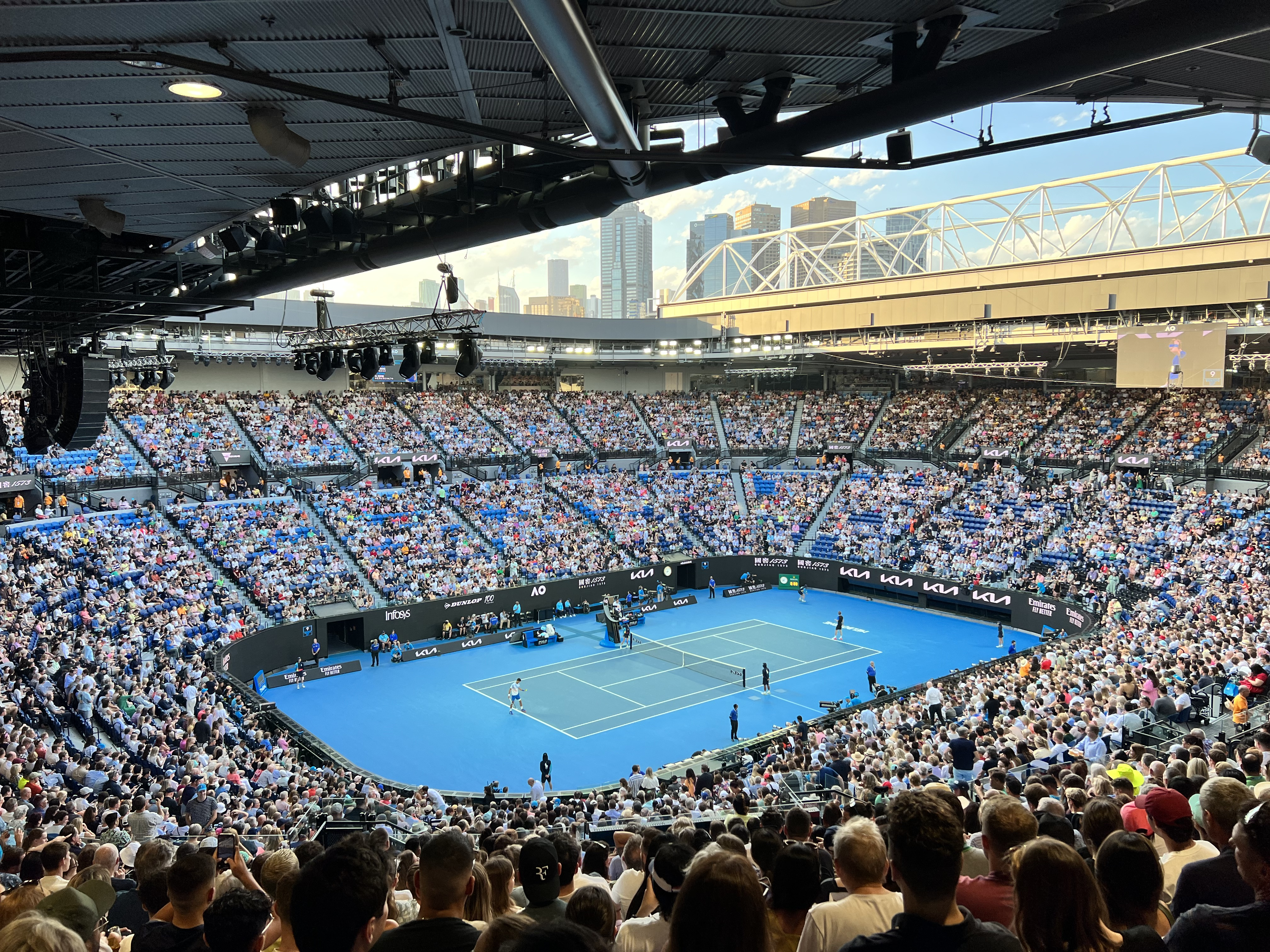
センターコートの「ロッド・レーバー・アリーナ」

全豪オープン（ぜんごうオープン、英: Australian Open）は、毎年1月後半にオーストラリアのメルボルンで開催されるテニスのグランドスラム大会（4大大会）の一つである。主催および運営はテニス・オーストラリアが行う。

## 概要
会場のメルボルン・パークには開閉式の屋根付き競技場であるロッド・レーバー・アリーナを中心に、マーガレット・コート・アリーナを含む26面ものコートが整備されている。2000年にはサブアリーナとしてボーダフォン・アリーナ（現在のジョン・ケイン・アリーナ）が建設され、2015年にはマーガレット・コート・アリーナに開閉式屋根を設置する改修工事が完了し、3つの開閉式の屋根付きスタジアムを設けることになった。会場に開閉式の屋根を設置した大会は全豪オープンが最初である。
男子シングルス部門の優勝者にはノーマン・ブルックス・チャレンジ・カップが、女子シングルス部門の優勝者にはダフネ・アクハースト・メモリアル・カップが贈られる。
全豪オープンは、開催時期の変更も多い大会である。クーヨン・テニスクラブで開かれていた時代、1976年までは現在のような1月開催であったが、1977年には1月と12月の2回開催された。その後、1978年から1985年までは12月の年末に開催されていた。1987年から1月開催に戻り、1988年には会場がメルボルン・パークに移転して、現在に至っている。会場移転の決定による開催時期の変更により（1985年12月 → 1987年1月）、「1986年全豪オープン」は開催されなかった。

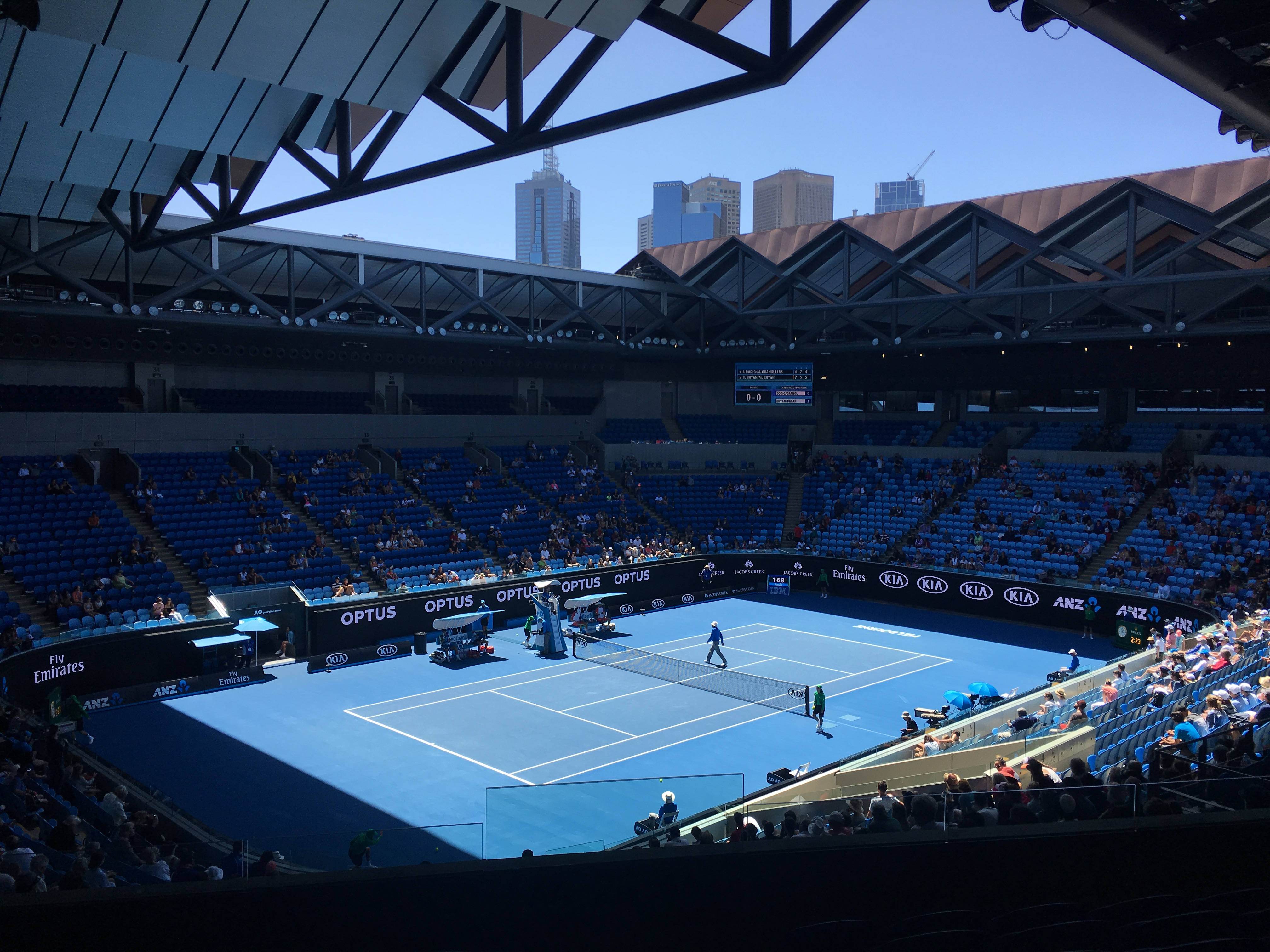
マーガレット・コート・アリーナ

## 歴史

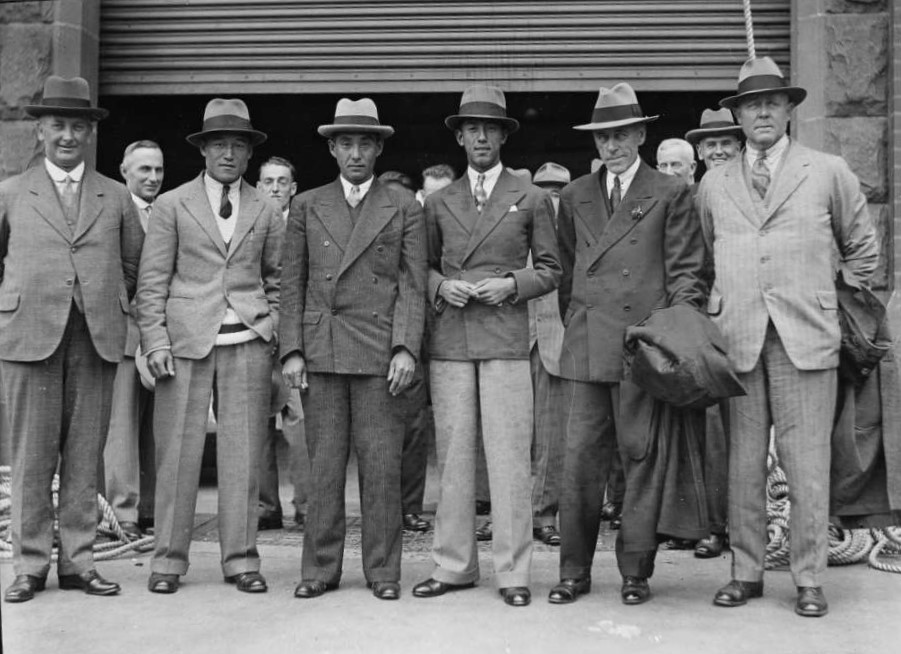
1932年に出場した日本選手。中央左より佐藤次郎、原田武一、布井良助。佐藤は男子シングルスで準決勝進出、混合ダブルスで準優勝した

- 1905年 - オーストラリアとニュージーランドの共同大会である「オーストラレージアン・テニス選手権」（Australasian Tennis Championship）として創設。男子シングルス・男子ダブルスの2部門のみで始まった。第1回の男子シングルスはロドニー・ヒース（1884年 - 1936年）が優勝。
- 1916年 - 1918年 - 第一次世界大戦のため、3年間大会開催中止。
- 1922年 - 女子シングルス・女子ダブルス・混合ダブルスの3部門を創設。第1回の女子シングルスはマーガレット・モールズワース（1894年 - 1985年）が優勝。
- 1927年 - 大会名を「オーストラリア選手権」と改称。
- 1940年 - この年は1月に大会が行われたが、第二次世界大戦のため1941年-1945年まで開催中止。
- 1969年 - オープン化され、「全豪オープン」となる。開催都市は持ち回りで行われた。
- 1972年 - メルボルンで固定開催することになり、クーヨン・テニスクラブがその会場となった。
- 1988年 - 会場をメルボルン・パーク（旧称フリンダース・パーク）に建設したナショナル・テニスセンターに移す。サーフェスもグラスコートからハードコートに変更となり、リバウンド・エース (en:Rebound Ace) が採用された。
- 2002年 - 車いすテニス部門を創設。詳細は全豪オープン (車いすテニス)を参照。
- 2008年 - サーフェスをプレクシクッション (en:Plexicushion) に変更。
- 2019年 - 最終セットに10ポイント制のタイブレークを導入[1]。
- 2020年 - サーフェスをグリーンセット (en:GreenSet) に変更[2]。
- 2021年 - 新型コロナウイルス感染症の世界的流行により、14日間の検疫期間を確保するために、開催期間が2月8日 - 2月21日に変更された。予選は1月10日 - 1月13日にかけて男子はドーハで、女子はドバイで行われた[3][4]。
- 2024年 - 全仏オープンと同じ15日間の日程となる[5]。

## テレビ放送
オーストラリア国内ではナイン・ネットワークで放映され、男女シングルス決勝は現地時間で夜間に開催される。
2022年現在、日本国内ではWOWOWで放送されている。
衛星波については、WOWOWが開局直後の1992年より保有している。過去においては、地上波ではテレビ東京による民放中継が2001年まで男女シングルス決勝戦のみ行われていたが、2002年以後は取りやめになった。さらにそれ以前は讀賣テレビ放送を制作局として日本テレビ系列向けに1988年から1991年まで放送していた。2012年以降は日本放送協会（NHK）が一部試合の放送を行っていたが、2015年に地上波の放映権を獲得。原則としてミッドナイトチャンネル枠での録画中継となるが、錦織圭や大坂なおみなど日本人注目選手が出場する場合、生中継を実施している。ただし、NHK総合のマルチ編成「サブチャンネル」を活用して錦織圭/大坂なおみ選手の試合を中継することもある。その後も2021年まで放送していた。

## 過去10年のシングルス優勝者
| 年   | 男子                 | 女子                         | 備考 |
| ---- | -------------------- | ---------------------------- | --- |
| 2016 | ノバク・ジョコビッチ | アンゲリク・ケルバー         | ジョコビッチは史上最多タイの6回目の優勝。 ケルバーは4大大会初優勝。                                      |
| 2017 | ロジャー・フェデラー | セリーナ・ウィリアムズ       | フェデラーは7年ぶり5回目の優勝。ウィリアムズはオープン化以降歴代最多となる4大大会通算23度目の優勝。      |
| 2018 | ロジャー・フェデラー | キャロライン・ウォズニアッキ | フェデラーは史上最多タイの6回目の優勝、4大大会通算20勝。ウォズニアッキは4大大会初優勝。                  |
| 2019 | ノバク・ジョコビッチ | 大坂なおみ                   | ジョコビッチは史上最多の7回目の優勝。 大坂なおみはアジア勢で初の世界ランク1位となった。                  |
| 2020 | ノバク・ジョコビッチ | ソフィア・ケニン             | ジョコビッチは史上最多の8回目の優勝。 ケニンは4大大会初優勝。                                            |
| 2021 | ノバク・ジョコビッチ | 大坂なおみ                   | ジョコビッチは3年連続9回目の優勝。 大坂なおみは2年ぶり2回目の優勝。                                      |
| 2022 | ラファエル・ナダル   | アシュリー・バーティ         | ナダルは13年ぶり2回目の優勝、歴代最多となるGS21勝、ダブルキャリアグランドスラム達成。 バーティは初優勝。 |
| 2023 | ノバク・ジョコビッチ | アリーナ・サバレンカ         | ジョコビッチは史上最多10回目の優勝、歴代最多タイとなるGS22勝目。 サバレンカは4大大会初優勝               |
| 2024 | ヤニック・シナー     | アリーナ・サバレンカ         | シナーは4大大会初優勝。 サバレンカは連覇達成。                                                           |
| 2025 | ヤニック・シナー     | マディソン・キーズ           | シナーは連覇達成。 キーズはグランドスラム初優勝。                                                        |

## 記録
| 記録                     | 時代 | 選手                                                                                            | 数                                                | 年                                                                              |
| ------------------------ | --- | ----------------------------------------------------------------------------------------------- | ------------------------------------------------- | ------------------------------------------------------------------------------- |
| 男子 1905年以降          | |                                                                                                 |                                                   |                                                                                 |
| 男子シングルス最多優勝   | 1967以前 | ロイ・エマーソン                                                                                | 6                                                 | 1961, 1963-1967                                                                 |
| 男子シングルス最多優勝   | 1968以後 | ノバク・ジョコビッチ                                                                            | 10                                                | 2008, 2011-2013, 2015-2016, 2019-2021, 2023                                     |
| 男子シングルス連覇記録   | 1967以前 | ロイ・エマーソン                                                                                | 5                                                 | 1963-1967                                                                       |
| 男子シングルス連覇記録   | 1968以後 | ノバク・ジョコビッチ                                                                            | 3                                                 | 2011-2013、2019-2021                                                            |
| 男子ダブルス最多優勝     | 1967以前 | エイドリアン・クイスト                                                                          | 10                                                | 1936-1940, 1946-1950                                                            |
| 男子ダブルス最多優勝     | 1968以後 | ボブ・ブライアン マイク・ブライアン                                                             | 6                                                 | 2006-2007, 2009-2011, 2013 2006-2007, 2009-2011, 2013                           |
| 男子ダブルス連覇記録     | 1967以前 | エイドリアン・クイスト                                                                          | 10                                                | 1936-1950                                                                       |
| 男子ダブルス連覇記録     | 1968以後 | ボブ・ブライアン マイク・ブライアン                                                             | 3                                                 | 2009-2011 2009-2011                                                             |
| 男子混合ダブルス最多優勝 | 1967以前 | ハリー・ホップマン コリン・ロング                                                               | 4                                                 | 1930, 1936-1937, 1939 1940, 1946-1948                                           |
| 男子混合ダブルス最多優勝 | 1968以後 | ジム・プー                                                                                      | 3                                                 | 1988-1990                                                                       |
| 男子最多優勝             | 1967以前 | エイドリアン・クイスト                                                                          | 13                                                | 1936-1950 (3シングルス, 10ダブルス, 0混合)                                      |
| 男子最多優勝             | 1968以後 | ノバク・ジョコビッチ                                                                            | 10                                                | 2008-2023 (10シングルス, 0ダブルス, 0混合）                                     |
| 女子 1922年以降          | |                                                                                                 |                                                   |                                                                                 |
| 女子シングルス最多優勝   | 全体 | マーガレット・コート                                                                            | 11                                                | 1960-1966, 1969-1971, 1973                                                      |
| 女子シングルス最多優勝   | 1967以前 | マーガレット・コート                                                                            | 7                                                 | 1960-1966                                                                       |
| 女子シングルス最多優勝   | 1968以後 | セリーナ・ウィリアムズ                                                                          | 7                                                 | 2003, 2005, 2007, 2009-2010, 2015,2017                                          |
| 女子シングルス連覇記録   | 1968以後 |                                                                                                 |                                                   |                                                                                 |
| 1967以前                 | マーガレット・コート                                                                                              | 7                                                                                               | 1960-1966                                         |                                                                                 |
| 1968以後                 | マーガレット・コート イボンヌ・グーラゴング シュテフィ・グラフ ユーゴスラビア モニカ・セレシュ マルチナ・ヒンギス | 3                                                                                               | 1969-1971 1974-1976 1988-1990 1991-1993 1997-1999 |                                                                                 |
| 女子ダブルス最多優勝     | |                                                                                                 |                                                   |                                                                                 |
| 1967以前                 | テルマ・コイン・ロング                                                                                            | 12                                                                                              | 1936-1940, 1947, 1948-1949, 1951-1952, 1956, 1958 |                                                                                 |
| 1968以後                 | マルチナ・ナブラチロワ                                                                                            | 8                                                                                               | 1980, 1982-1985, 1987-1989                        |                                                                                 |
| 女子ダブルス連覇記録     | |                                                                                                 |                                                   |                                                                                 |
| 1967以前                 | テルマ・コイン・ロング ナンシー・ウィン・ボルトン                                                                 | 5                                                                                               | 1936-1940                                         |                                                                                 |
| 1968以後                 | マルチナ・ナブラチロワ パム・シュライバー                                                                         | 7                                                                                               | 1982-1985, 1987-1989 1982-1985, 1987-1989         |                                                                                 |
| 女子混合ダブルス最多優勝 | 1967以前 | ダフネ・アクハースト ネル・ホール・ホップマン ナンシー・ウィン・ボルトン テルマ・コイン・ロング | 4                                                 | 1924-1925, 1928-1929 1930, 1936-1937, 1939 1940, 1946-1948 1951-1952, 1954-1955 |
| 女子混合ダブルス最多優勝 | 1968以後 | ヤナ・ノボトナ ラリサ・ネーランド                                                               | 2                                                 | 1988-1989 1994-1996                                                             |
| 女子最多優勝             | 1967以前 | ナンシー・ウィン・ボルトン                                                                      | 20                                                | 1936-1952 (6シングルス, 10ダブルス, 4混合)                                      |
| 女子最多優勝             | 1968以後 | マルチナ・ナブラチロワ                                                                          | 12                                                | 1980-2003 (3シングルス, 8ダブルス, 1混合)                                       |

### 優勝回数ランキング
| 選手                   | 回数 |
| ---------------------- | ---- |
| ノバク・ジョコビッチ   | 10   |
| ロイ・エマーソン       | 6    |
| ロジャー・フェデラー   | 6    |
| ジャック・クロフォード | 4    |
| ケン・ローズウォール   | 4    |
| アンドレ・アガシ       | 4    |

## 優勝者一覧
- 全豪オープン男子シングルス優勝者一覧
- 全豪オープン女子シングルス優勝者一覧
- 全豪オープン男子ダブルス優勝者一覧
- 全豪オープン女子ダブルス優勝者一覧
- 全豪オープン混合ダブルス優勝者一覧
- 全豪オープン (車いすテニス)

## 優勝賞金（男女シングルス）
| 大会       | 金額（男子） | 金額（女子） |
| ---------- | ------------ | ------------ |
| 1989年大会 | 14万0000AUD  | 13万5000AUD  |
| 1990年大会 | 20万0000AUD  | 19万0000AUD  |
| 1991年大会 | 24万0000AUD  | 24万0000AUD  |
| 1992年大会 | 27万0000AUD  | 27万0000AUD  |
| 1993年大会 | 41万0000AUD  | 41万0000AUD  |
| 1994年大会 | 46万0000AUD  | 46万0000AUD  |
| 1995年大会 | 36万0000AUD  | 36万0000AUD  |
| 1996年大会 | 41万5900AUD  | 38万0000AUD  |
| 1997年大会 | 58万5000AUD  | 54万2000AUD  |
| 1998年大会 | 61万5000AUD  | 57万2000AUD  |
| 1999年大会 | 72万2000AUD  | 67万9000AUD  |
| 2000年大会 | 75万5000AUD  | 71万7000AUD  |
| 2001年大会 | 83万0500AUD  | 83万0500AUD  |
| 2002年大会 | 100万0000AUD | 100万0000AUD |
| 2003年大会 | 112万7850AUD | 112万7850AUD |
| 2004年大会 | 120万0000AUD | 120万0000AUD |
| 2005年大会 | 120万6620AUD | 120万6620AUD |
| 2006年大会 | 122万0000AUD | 122万0000AUD |
| 2007年大会 | 128万1000AUD | 128万1000AUD |
| 2008年大会 | 137万0000AUD | 137万0000AUD |
| 2009年大会 | 200万0000AUD | 200万0000AUD |
| 2010年大会 | 210万0000AUD | 210万0000AUD |
| 2011年大会 | 220万0000AUD | 220万0000AUD |
| 2012年大会 | 230万0000AUD | 230万0000AUD |
| 2013年大会 | 243万0000AUD | 243万0000AUD |
| 2014年大会 | 265万0000AUD | 265万0000AUD |
| 2015年大会 | 300万0000AUD | 300万0000AUD |
| 2016年大会 | 340万0000AUD | 340万0000AUD |
| 2017年大会 | 370万0000AUD | 370万0000AUD |
| 2018年大会 | 400万0000AUD | 400万0000AUD |
| 2019年大会 | 410万0000AUD | 410万0000AUD |
| 2020年大会 | 412万0000AUD | 412万0000AUD |